# Refusenik
Refusenik je slovo vzniklé v dobách studené války. Označuje osobu, které byla odepřena některá lidská práva, např. právo na vystěhování se. Později bylo slovo refusenik používáno pro označení osob, které se odmítaly účastnit některých povinných aktivit, např. vojenské služby.
Etymologicky je slovo refusenik složeno z anglického refuse (odmítat) a ruské přípony -nik (-ник) označující osoby věnující se nějaké aktivitě.
- Refusenik v Sovětském svazu : židovští občané bývalého Sovětského svazu, kterým nebylo uděleno povolení k vystěhování se do Izraele.
- Refusenik v Izraeli: pacifisté, kteří odmítají sloužit v Izraelských obranných silách.
- Refusenik ve Velké Británii: jedinci, kteří odmítají přijmout britský občanský průkaz.
- Termínem muslimský refusenik sama sebe nazývá kontroverzní muslimská spisovatelka Irshad Manji, oponující fundamentalistickému islámu[1].
- Termínem počítačový refusenik je nazývána osoba, která odmítá používat počítače.